# Andorra a 2017. évi téli universiadén
Andorra a kazahsztáni Almatiban megrendezett 2017. évi téli universiade egyik részt vevő nemzete volt.

## Hódeszka
Krossz
| Versenyző     | Verseny- szám | Selejtező | Selejtező | Selejtező | Selejtező | Selejtező | Selejtező | Negyed- döntő | Elődöntő | Döntő | Helyezés |
| Versenyző     | Verseny- szám | 1. futam  | 1. futam  | 2. futam  | 2. futam  | Össz.     | Össz.     | Negyed- döntő | Elődöntő | Döntő | Helyezés |
| Versenyző     | Verseny- szám | Idő       | Hely.     | Idő       | Hely.     | Idő       | Hely.     | Hely.         | Hely.    | Hely. | Helyezés |
| ------------- | ------------- | --------- | --------- | --------- | --------- | --------- | --------- | ------------- | -------- | ----- | -------- |
| Maeva Estévez | Női           | 1:16,57   | 5.        | 1:17,33   | 6.        | 1:16,57   | 7.        | 2.            | 3.       | 4.    | 8.       |

Versenyző adatai:
| Név                | Születési idő    | Kora  | Egyesület      | Felsőoktatási tanintézet            |
| Maeva Estévez Baux | 1995. március 2. | 22 év | Ordino Arcalís | Escola Andorrana d’Andorra la Vella |